# 侯赛因·阿米尔-阿卜杜拉希扬
侯赛因·阿米尔-阿卜杜拉希扬（波斯語：حسین امیرعبداللهیان，羅馬化：Hossein Amir-Abdollahian，1964年4月23日—2024年5月19日）曾任第十任伊朗外交部長。他毕业于德黑兰大学国际关系专业，除了母语波斯语外，还精通阿拉伯语和英语。他于2011年至2016年担任伊朗副外长，負責阿拉伯和非洲事务。2021年8月起擔任伊朗外交部长。2021年11月1日，阿米尔-阿卜杜拉希扬的COVID-19病毒检测呈阳性。2024年5月19日，阿米尔-阿卜杜拉希扬乘坐的直升机在伊朗西北部的東阿塞拜疆省失事坠毁，次日确认死亡，终年60岁。

## 职业生涯
外交部長（2021－2024）
自2021年以來，伊拉克已主辦了沙特阿拉伯和伊朗之間的五輪直接會談，兩國於2016年斷交。阿卜杜拉希扬和沙特阿拉伯外交部長費薩爾·本·法爾漢·阿勒沙特表示，兩國將「對更多對話持開放態度」。  
2023年1月，費薩爾在達沃斯世界經濟論壇的一個小組上發表講話，重申「利雅德正試圖與伊朗對話」。在中國斡旋下，兩國宣佈於2023年3月10日恢復關係。这可能将缓和伊朗與沙特阿拉伯的代理人衝突，從而為也門、敘利亞、伊拉克、黎巴嫩和巴林等国帶來穩定。
阿米爾-阿卜杜拉希揚於2023年7月會見了卡塔尔外交部長穆罕默德·本·阿卜杜勒阿齊茲·胡萊菲。
2023年10月14日，阿卜杜拉希揚在與聯合國外交官托爾·溫尼斯蘭會面時警告說，如果以色列對加沙發動地面入侵，伊朗可能會干預以色列與哈馬斯的戰爭。
2023年10月15日，阿卜杜拉希揚在卡塔尔首都多哈會見了哈馬斯領導人伊斯梅爾·哈尼亞。

## 坠机事故
2024年5月19日，一架載有阿米爾-阿卜杜拉希揚和伊朗總統易卜拉欣·莱希的直升機在伊朗西北部邊境的東亞塞拜然省墜毀。包括阿卜杜拉希扬在內的所有機上人員全部身亡。5月23日，阿卜杜拉希扬安葬在德黑兰。